# Megachile pictiventris
Megachile pictiventris är en biart som beskrevs av Smith 1879. Megachile pictiventris ingår i släktet tapetserarbin, och familjen buksamlarbin. Inga underarter finns listade i Catalogue of Life.